# Tometes maculatus
Tometes maculatus es una especie de pez de la familia Serrasalmidae en el orden de los Characiformes.

## Hábitat
Es un pez de agua dulce.